# Toni Froschhammer
Thomas Froschhammer ist ein deutscher Filmeditor aus Berlin.

## Leben
Toni Froschhammer war Musiker und Musikproduzent mit eigenem Tonstudio. Von 2001 bis 2006 arbeitete er bei der Berliner Postproduktionsfirma FX Factory. Ab 2007 machte er sich mit der Schnittbar selbständig. Hier fertigt er Kurz- und Werbefilme sowie Musikvideos. 2009 gründete er die Froschhammer Film GmbH. 
2011 wurde er für den Schnitt des Filmes Pina mit dem Preis der deutschen Filmkritik geehrt.

## Filmografie
- 2003: Dangle (Kurzfilm)
- 2004: Best of the Wurst (Kurzfilm)
- 2007: From Up Till Down (Kurzfilm)
- 2010: If Buildings Could Talk (Kurzfilm)
- 2011: Pina
- 2011: Joschka und Herr Fischer
- 2012: This Ain’t California
- 2013: Tatort: Schmutziger Donnerstag
- 2014: Cathedrals of Culture
- 2015: Every Thing Will Be Fine
- 2016: Die Welt der Wunderlichs
- 2017: Grenzenlos (Submergence)
- 2020: Die Känguru-Chroniken
- 2021: A Future Together (Kurzfilm)
- 2023: Daniel Richter (Dokumentarfilm)
- 2023: Perfect Days
- 2025: Die, My Love